# عمر بن رسول
الملك المنصور  نور الدين عمر بن علي بن رسول (626 هـ) هو ملك الدولة الرسولية في اليمن حكم في الفترة 1229 – 1249 م ضُربت السكة باسمه، وخطب له في جميع أقطار اليمن سنة 630 هـ وكانت إقامته في تعز وجهز حملة إلى الحجاز، فاستولى على مكة وتوابعها، وتم له ملك ما بينها وبين حضرموت. وانتظم له ولبنيه ملك الحجاز واليمن 232 عاماً. وللمنصور آثار جليلة بمكة واليمن، منها مدارس ومساجد وكانت نهايته أن اغتاله نفر من مماليكه بقصره.